# Michael Mak Kwok-Fung
Michael Mak Kwok-Fung ((zh) 麦 国 风) (né le 23 août 1955 à Hong Kong) est un homme politique hongkongais. Il est membre d'une organisation politique pro-démocratique, et est un membre élu du district de Wan Chai. Il est le fondateur et le vice-président de la Ligue des sociaux-démocrates de Hong Kong, et est élu au Conseil consultatif du parti en 2010. Il est élu au Conseil Législatif de Hong Kong de 2000 à 2004 par le groupe fonctionnel des services de santé. Il travaille avec le Castle Peak Hospital et le Prince of Wales Hospital, et sert maintenant de manager département Operations au Kwai Chung Hospital.
En 2008, on lui refuse d'entrer à Macao pour assister à une réunion sur l'allaitement lorsque le relais de la torche olympique.